# Quamtana umzinto
Quamtana umzinto is een spinnensoort uit de familie trilspinnen (Pholcidae). De soort komt voor in Zuid-Afrika.